# Clear Passage Island
Clear Passage Island är en ö i Kanada.   Den ligger i territoriet Nunavut, i den östra delen av landet, 2 400 km norr om huvudstaden Ottawa.
Trakten runt Clear Passage Island är nära nog obefolkad, med mindre än två invånare per kvadratkilometer.